# 杉尾秀哉
杉尾 秀哉（すぎお ひでや、1957年9月30日 - ）は、日本の政治家、ジャーナリスト。立憲民主党所属の参議院議員（2期）。元TBS報道局記者。

## 来歴
福岡県北九州市で生まれ、船乗りだった父の転職で兵庫県明石市に移り住んだ。小学生の頃は病弱だった上、吃音があったが少しずつ克服したという。
神戸大学附属明石中学校を経て、1976年、兵庫県立加古川東高等学校 に入学。高校時代【放送部】に所属。コンテスト応募の為、『少年院を出て奉仕活動に取り組む少年』のラジオドキュメンタリーを制作したことが、放送局の報道局員に関心を持つ切っ掛けをつくった。1977年、東京大学文学部社会学科（現在の東京大学文学部行動文化学科社会学専修課程）に入学。。東京大学ではアメリカンフットボール部「東大ウォーリアーズ」で主将を務めた。
1980年、東京大学を卒業後、TBSに記者職として入社。制作センター報道局ニュース部を経て、報道局社会部に配属。報道局社会部記者時代では警視庁記者クラブ（捜査一、三課を担当）、司法記者クラブキャップ、報道局社会部サブデスクなどを担当し、報道局編集部では『JNNニュースコープ』副編集長を歴任。その後、報道局政経部（現在の報道局政治部）に異動。報道局政経部記者時代は 平河クラブキャップ（自民党・旧竹下派担当）を担当。在任期間中に上司から報道キャスターの打診を受けた。『ビッグモーニング』で司会者の生島ヒロシがたびたび遅刻することでスタッフとの間に溝が出来たためではないかと週刊誌に報道されたことを受け、『ビッグモーニング』に移るフリーアナウンサー・荒川強啓の後任として、1993年4月『JNNニュースの森』の2代目メインキャスターに就任。3年間 ニュースキャスターの久和ひとみとコンビを組み、1996年度からは TBS報道局政治部記者の門脇利枝と1年半コンビを組み、4年半担当した。。
1997年10月からは TBS報道局外信部デスク兼『サンデーモーニング』のリポーターを担当3カ月間担当した。翌年の1998年1月からは渡米し、『JNNワシントン支局』に赴任。翌年には同支局長に就任。ワシントン時代は アメリカ合衆国大統領選挙などを取材し、2001年1月に帰国。帰国後は『JNNニュースの森』編集長に就任した。在任期間中の同年3月1日にかつて『JNNニュースの森』でコンビを組んだメインキャスターの久和ひとみが死去し、3日に執り行われた葬儀告別式では弔辞を読んだ。編集長を9カ月間務め、同年10月から前任の報道局社会部→経済部記者・松原耕二の後任で同番組メインキャスターを再び担当した。入社以来記者経験の豊富さから『選挙開票特番』や『JNN報道特別番組』なども担当するTBSを代表する看板キャスターとなった。2004年9月24日をもって『JNNニュースの森』を小川知子ともにキャスターを退任し、TBS編成制作本部報道局取材センター社会部長（2004年10月1日 - 2006年9月1日）を務めた。編成制作本部報道局解説・専門記者室解説委員となり、編成制作本部イブニングワイド部担当局次長（2006年9月1日 - 2006年10月1日）、編成制作本部報道局編集センター担当局次長（2006年10月1日 - 2007年7月4日）を解説委員と兼務した。
編成制作本部報道局解説・専門記者室解説委員（兼）編成制作本部報道局編集センタースペシャリスト局次長（2007年7月4日 - ）。なお、TBS公式サイトでは「TBSテレビ報道局解説・専門記者室長」となっていた。

### 2016年参院選での初当選と1期目
2015年7月28日、翌年の参院選から定数を「10増10減」する改正公職選挙法が成立した。法改正にともない、長野県選挙区の定数は「4」から「2」に減り、同選挙区はすなわち「一人区」となった。同年11月6日、連合長野は民主党に早期の候補者決定を求め、同党は「11月末までに決める」と答えた。しかし候補者選びが難航し、決定期限を「年内をめど」に延期した。改選期を迎える北澤俊美の進退が注目される中、新人候補として杉尾に白羽の矢が立ち、12月26日、杉尾の年内のTBS退職が明らかとなった。
2016年1月5日、党県連代表の北澤は自ら杉尾に、第24回参議院議員通常選挙・長野県選挙区の公認候補として立候補するよう要請した。日本共産党は唐沢千晶の擁立を決めていたが、野党統一候補実現のため擁立取りやめの考えを示唆した。1月11日、杉尾は正式に出馬表明をした。2月20日、北澤は正式に政界引退を表明した。2月25日、民主、共産、社民の野党3党は長野市内で選挙協力について協議し、共産党は唐沢の擁立を取り下げ、杉尾に一本化する方針が決定された。
同年3月27日、民主党・維新の党の合流により結党した民進党に参加した。
選挙期間中、1994年の松本サリン事件報道で報道被害を受けた河野義行が松本市内で講演を行い、話題となった。共産党・社民党の推薦も得て、7月10日に行われた同選挙で自民党現職の若林健太ら2候補を破り初当選した。同年9月15日の民進党代表選挙では蓮舫の推薦人に名を連ねた。
2017年7月27日、民進党代表の蓮舫が、同月の東京都議会議員選挙の結果を受けて辞任を表明した。蓮舫の辞任に伴う代表選挙（9月1日投開票）では枝野幸男の推薦人に名を連ねた。
2018年4月9日、民進党と希望の党による新党に参加しない意向を表明し、翌10日、民進党に離党届を提出し、11日に受理された。12日には立憲民主党に入党届を提出し17日承認された。5月29日、立憲民主党の長野県連の代表に就任した。
2020年9月15日、旧立憲民主党と旧国民民主党は、2つの無所属グループを加えた形で新「立憲民主党」を結成し、杉尾も新党に参加した。
2021年10月13日の森裕子議員による参議院本会議代表質問などによると、フェイクニュースを発信していたとされるツイッターアカウント「Dappi」の発信元の法人ワンズクエストを、小西洋之議員とともに発信者情報開示請求により特定し、更に10月6日提訴した。
同年11月30日に行われた枝野幸男代表枝野の辞任にともなう代表選挙では、西村智奈美の推薦人に名を連ねた。

### 2022年参院選での再選と2期目
2022年2月27日、自民党長野県連は、夏の参院選に向けた候補者選考委員会を長野市内で開き、タレントの松山三四六を擁立する方向で決定した。同年5月4日、立憲民主党、日本共産党、社会民主党は、杉尾を野党統一候補として一本化することに合意した。また、信州市民連合との政策協定書にそれぞれ署名した。5月26日、日本維新の会長野県総支部代表の手塚大輔は長野県庁で記者会見し、自身が同党公認で次期参院選に出馬する意向を表明した。
当初は杉尾が大きくリードしていたが、6月22日の公示後の各社情勢調査では、杉尾と松山について「激しく競り合う」（毎日新聞、信濃毎日新聞）、「横一線」（産経新聞）などの報道が続いた。勝機と見た自民党本部は大物議員を続々と投入した。7月4日には岸田文雄首相が長野入りし、「日本の明日を切り拓くことができるのは、自公政権と松山三四六しかいない」と街宣車から訴えた。7月6日、週刊文春の電子版が松山の女性問題を、週刊新潮の電子版が松山の金銭問題を報道した。批判がわきおこり、一気に潮流が変わった。8日には安倍晋三の応援演説が予定されていたが、自民党は7日、安倍の遊説先を奈良県に急遽変更した。9日の岸田首相の来援もキャンセルされた。7月10日投開票。杉尾は松山、手塚ら5候補を破り、再選を果たした。杉尾は10日夜、取材に応じ「僕から言うのも何だが、（6日の）報道は大きかった」と語った。
参院選後に行われた立憲民主党の役員人事と組織改編にともない、杉尾は2022年9月13日に次の内閣の「ネクスト内閣府担当大臣」に就任した。
2024年9月に行われた立憲民主党代表選挙では泉健太の推薦人に名を連ねた。同月30日、次の内閣「ネクスト内閣府統括・防災・国家公安委員会担当大臣」に就任した。

## 政策・主張

### 憲法
- 憲法改正について、2016年の朝日新聞社のアンケートで「どちらかと言えば反対」と回答[37]。同年の毎日新聞社のアンケートで「反対」と回答[38]。2022年のNHKのアンケートで「反対」と回答[39]。

- 9条改憲について、2016年、2022年の毎日新聞社のアンケートで「反対」と回答[38][40]。9条への自衛隊の明記について、2022年のNHKのアンケートで「反対」と回答[39]。

- 憲法を改正し緊急事態条項を設けることについて、2022年のNHKのアンケートで「反対」と回答[39]。

### 外交・安全保障
- 「他国からの攻撃が予想される場合には先制攻撃もためらうべきではない」との問題提起に対し、2016年のアンケートで「どちらとも言えない」と回答[37]。

- 敵基地攻撃能力を持つことについて、2022年のNHKのアンケートで「反対」と回答[39]。

- 「北朝鮮に対しては対話よりも圧力を優先すべきだ」との問題提起に対し、2016年のアンケートで「どちらかと言えば反対」と回答[37]。

- 安全保障関連法の成立について、2016年の毎日新聞社のアンケートで「廃止すべき」と回答[38]。

- 普天間基地の移設問題について、2016年の毎日新聞社のアンケートで「沖縄県以外の国内に移設すべき」と回答[38]。普天間基地の辺野古移設について、2022年の毎日新聞社のアンケートで「反対」と回答[40]。

- ロシアは2022年2月24日、ウクライナへの全面的な軍事侵攻を開始した[41]。日本政府が行ったロシアに対する制裁措置についてどう考えるかとの問いに対し、2022年のNHKのアンケートで「さらに強めるべきだ」と回答[39]。同年の毎日新聞社のアンケートで「制裁をより強めるべきだ」と回答[40]。

- 2022年6月7日、政府は経済財政運営の指針「骨太方針」を閣議決定した。NATO加盟国が国防費の目標としている「GDP比2％以上」が例示され、防衛力を5年以内に抜本的に強化する方針が明記された[42]。「防衛費を今後どうしていくべきだと考えるか」との問いに対し、2022年のNHKのアンケートで「今の程度でよい」と回答[39]。

- 徴用工訴訟問題や慰安婦問題などをめぐり日韓の対立が続くなか、関係改善についてどう考えるかとの問いに対し、2022年の毎日新聞社のアンケートで「互いに譲歩すべきだ」と回答[40]。

### ジェンダー
- 選択的夫婦別姓制度の導入について、2016年、2022年のアンケートで「賛成」と回答[37][39]。

- 同性婚を可能とする法改正について、2016年、2022年のアンケートで「賛成」と回答[37][39]。

- クオータ制の導入について、2016年、2022年のアンケートで「賛成」と回答[37][39]。

### その他
- 永住外国人への地方参政権付与について、2016年のアンケートで「賛成」と回答[37]。
- 首相の靖国神社参拝について、2016年のアンケートで「反対」と回答[37]。
- 「治安を守るためにプライバシーや個人の権利が制約されるのは当然だ」との問題提起に対し、2016年のアンケートで「どちらかと言えば反対」と回答[37]。
- 「原子力発電所は日本に必要だと思うか」との問いに対し、2016年の毎日新聞社のアンケートで「当面は必要だが、将来的には廃止すべき」と回答[38]。
- 2016年の米国大統領選挙について「ドナルド・トランプとヒラリー・クリントンのどちらを支持するか」との問いに対し、2016年の毎日新聞社のアンケートで「クリントン」と回答[38]。
- 2016年2月8日、高市早苗総務大臣は、放送局が政治的公平性を欠く放送を繰り返した場合、放送法4条違反を理由に電波停止を命じる可能性に言及した[43][44]。安倍晋三首相は2月15日の衆議院予算委員会で野党の批判に反論し、高市の発言を擁護した[45]。政府の姿勢をどう思うかとの問いに対し、2016年の毎日新聞社のアンケートで「問題だ」と回答[38]。
- 国会議員の被選挙権年齢の引き下げについて、2022年の毎日新聞社のアンケートで「賛成」と回答[40]。
- 受動喫煙防止を目的に飲食店などの建物内を原則禁煙とする健康増進法改正に賛成。2016年の参院選に先駆けて行われた受動喫煙防止についての公開アンケートにおいて、レストランやバーを含む一般市民が出入りする場所は、2020年までに「罰則付きの禁煙とするべきである」と回答[46]。

## 党役員・参議院における役職
民進党における役職
- 党長野県参議院選挙区第3総支部長
- 参議院国会対策副委員長
- 政務調査会副会長
- 国際局副局長
- 広報局副局長

旧立憲民主党における役職
- 党長野県連代表
- 機関紙・報道局長[47]

新立憲民主党における役職
- 党長野県連代表代行兼政務調査会長[48]
- 党長野県連参議院選挙区第1総支部長

参議院における役職等
- 総務委員会
- 予算委員会
- 国際経済・外交に関する調査会
- 東日本大震災復興特別委員会 - 2018年より理事、2020年より2021年まで委員長

民間
- 関西学院大学総合政策学部特別客員教授
- 全国漁業共同組合連合会企画委員
- 日本記者クラブ企画委員

## 人物
- TBSビデオ問題が明るみに出た当時、『JNNニュースの森』のキャスターを務めていた。1995年10月19日18時からの放送では、この問題を初めて報じた同日の日本テレビのNNN昼のニュースのスクープについて、「TBSが(オウム真理教)教団の幹部に取材テープを見せたかのようなニュースを（日本テレビは）放送しました。しかし社内の調査では、テープを見せた事実はありません」と否定し抗議する内容を読み上げた[49][50]。杉尾は手渡された原稿があまりに断定的な内容だったために不安を感じ、担当デスクに確認を求めたが、結局、抗議は「決定事項」ということで渋々原稿を読み上げることとなったという[49]。杉尾はその後、抗議の取り消しと謝罪を同番組内で行い、検証特別番組「証言」で司会を務めている。

- 2004年秋に『ニュースの森』を降板して以降は解説委員として、2005年春にスタートした『みのもんたの朝ズバッ!』、2006年秋には特別解説委員として『イブニング・ファイブ』に出演し、主に朝と夕方に出演していたが、2009年に『ひるおび!』が始まってからは、主に朝と昼の出演が多くなった。退社前までは解説専門記者室長[注 2]という立場で、多い日で、朝・昼・夕方（『Nスタ』）と3つの時間帯の番組に出演したこともあった。
- 『ひるおび!』で、俳優の渡辺謙にインタビューを行った。渡辺謙が杉尾を指名し実現した。2人には阪神ファンと料理好きという共通点がある[51]。
- 『みのもんたの朝ズバッ!』では、東大アメフト部時代の写真が何度か出されたということがあった[52]。
- 極度の高所恐怖症である。2012年5月1日の『みのもんたの朝ズバッ!』は東京スカイツリーからの生放送だったが、杉尾は「すごい迫力です」と言いながら後ずさりし、窓に近づけなかった[53]。
- 鉄道ファンを自認している。JR九州の豪華寝台列車「ななつ星 in 九州」の運行開始を特集したRKB毎日放送の特別番組には鹿児島車両センターからの中継リポーターとして出演した。
- 2020年2月13日、「緊急院内集会『報ステ』を問う」に参加した際、「ちょっと風邪をひいておりまして、咳が止まらなくて。新型コロナじゃないのでご安心いただければと思います」と新型コロナウイルスをネタに笑いをとろうとした挨拶をしたため物議を醸した[54]。
- 2023年4月5日、参議院憲法審査会で野党筆頭幹事に就いた杉尾は、前任筆頭幹事の小西洋之の「サル」発言について、憲法審の場で撤回や謝罪を行う必要はないとの認識を示した。「発言自体が憲法審の中での話じゃない。その後のぶら下がりのオフレコの場の発言だ。憲法審の場で謝罪とか、そういうふうにしなければいけないということではない」と述べた[55]。
- 座右の銘は毎日新聞主筆の岸井成格の「権力に最も遠い、声なき声に耳を傾ける」[56]。

## 過去の出演番組
TBS時代
代表で出演した報道・情報番組
| 期間                | 期間               | 番組名                                                        | 役職                                            | 備考 |
| ------------------- | ------------------ | ------------------------------------------------------------- | ----------------------------------------------- | --- |
| 担当時期不明        | 担当時期不明       | JNNニュースデスク                                             | リポーター                                      | |
| 1993年4月2001年10月 | 1997年9月2004年9月 | JNNニュースの森                                               | 平日メインキャスター                            | 週末版にも、1994年のナポリサミットや、2004年の自衛隊のイラク派遣、小泉純一郎首相北朝鮮再訪朝の際に中継出演をしている |
| 1997年10月          | 1998年8月          | 新サンデーモーニング                                          | リポーター                                      | |
| 2005年4月           | 2014年3月          | みのもんたの朝ズバッ!→朝ズバッ!                               | 火曜日コメンテーター                            | |
| 2006年9月           | 2009年3月          | イブニング・ファイブ                                          | コメンテーター                                  | 『JNNイブニング・ニュース』を兼務、同局特別解説委員として出演                                                        |
| 2008年10月          | 2010年1月          | ざっくりマンデー!!                                            | 不定期出演                                      | |
| 2009年4月           | 時期不明           | ひるおび!                                                     | 月・水・金曜日レギュラーコメンテーター          | 降板後も重大ニュースが発生した際に出演                                                                               |
| 2010年4月           | 2011年3月          | NEWS サンデー・スコープ（BS-TBS）                             | メインキャスター                                | |
| 2010年6月8日        | 2013年3月          | Nスタ                                                         | 平日版コメンテーター                            | 出演曜日を変更しつつ出演、一時期は不定期で出演していた                                                               |
| 2011年4月           | 2013年3月          | NEWS21 サタデースコープ（BS-TBS）                             | メインキャスター                                | |
| 2013年4月           | 2015年3月          | 週刊BS-TBS報道部（BS-TBS）                                    | キャスター                                      | |
| 2014年10月          | 2015年3月          | いっぷく!                                                     | 月・水曜日8時台ニュースパートでのコメンテーター | |
| 2015年12月23日      | 2015年12月23日     | SBCニュースワイドスペシャル～中継で結ぶ信州の今～（信越放送） | ゲスト出演                                      | 放送3日後に、同局（TBS）を退職                                                                                       |

中継担当・特別番組・その他
- JNN報道特集（「JNNニュースの森」で放送したシリーズ「安全崩壊」のスペシャル版放送時や、自衛隊イラク派遣での中継出演、2008年2月に三浦和義がロス市警に逮捕された際に出演）
- 筑紫哲也NEWS23（自衛隊イラク派遣に伴うサマワからの中継レポート、特集「イラク『復興』と『占領』の行方を探る」でスタジオ出演）
- NEWS23（特集「変わりゆく国⑤」で、2004年の自衛隊のイラク派遣の取材映像が流れる）
- JNNフラッシュニュース（自衛隊イラク派遣に伴い、宿営地サマワからの中継レポート）
- 筑紫哲也の選挙'93
- 参議院選開票特別番組 選挙スタジアム'95（メインキャスター）
- 衆院選開票特別番組 総選挙ライブネット'96（メインキャスター）
- 衆院選開票特別番組 票決!ライブ2003（メインキャスター）
- 参院選開票特別番組 票決!ライブ2004（自民党本部中継担当・メインキャスター）
- 乱!参議院選挙2007（アンカー）
- 乱!総選挙2009（第3部 - 第5部メインキャスター）
- 参院選開票特別番組2010 すべて見せます!最終議席まで（第1部メインキャスター、TBSニュースバード）
- 乱!参院選2010（第3部 - 第5部解説）
- メディアが伝えた決定的瞬間!関口宏の報道30時間テレビ（1993年末 - 1995年末）
- オールスター赤面申告!ハプニング大賞（1994年「'94春」・2002年「10周年スペシャル」、ゲスト出演）
- 「TBS噂の放送センター 今日スタート！番組キャスター 総出演!!」(1994年10月3日)
- 「TBS新局社完成記念 テレビ新世紀！感動の超有名人300人大集合」(1994年10月3日)
- 報道メディアスペシャル（メインキャスター）
- 緊急報道スペシャル Xデー迫る!!オウム崩壊への頂上作戦（メインキャスター）
- 特別番組「証言」～坂本弁護士テープ問題から6年半～（1996年4月30日、TBSビデオ問題で放送された検証番組）
- 全国美人アナ 緊急出動
- 報道スクープ決定版2003～すべてはカメラの前で起こった!～
- 土曜フォーラム「いま中学生にとってテレビとは」（2006年1月21日、NHK教育テレビジョン）：他局の初出演番組
- 愛と生命の全記録「余命1ヶ月の花嫁」～乳がんと闘った24歳最後のメッセージ～（メイン司会）
- 芸人記者VS超犯罪現場 体当たりスクープSP（2010年4月9日、コメンテーターとして）
- 報道の日 2011 記憶と記録そして願い第2部「年録～もう一つの真実～」（2011年12月25日、コメンテーター）
- 報道特別番組 小沢元代表に判決（陸山会事件裁判の特別番組）
- 乱!総選挙2012（2012年12月16日、解説→メインキャスター）
- この国に生きる2012（司会）
- この国に生きる2013（2013年12月29日、司会）
- すべて見せます! 豪華寝台列車「ななつ星in九州」（2013年10月2日、RKB毎日放送）
- N6新幹線 守れるか！地域の足（チューリップテレビ、2014年8月11日、ゲスト出演）

上記以外にも緊急の報道特別番組にもメインキャスターやコメンテーターとして数多く出演した。
退社・議員転身後
- 激突!選挙スタジアム2016（信越放送・長野ローカル、2016年7月10日、中継出演）
- 選挙STATION2016（テレビ朝日、2016年7月10日、中継出演）
- 報道特集（2016年7月30日、VTR出演・日下部正樹からインタビュー）
- 深層NEWS（BS日テレ、2016年8月1日、ゲスト出演）
- みのもんたのよるバズ!（AbemaTV、2016年11月5日、2016年12月24日、2017年3月11日、2017年3月25日、2018年3月17日、ゲスト出演）
- 民進党 国会真相ニュース（YouTube・AbemaTV FRESH!・ニコニコ生放送で同時配信、2017年3月3日、2017年4月3日、2017年5月11日、2017年6月20日、2017年7月26日、司会進行）
- ひるおび!・第2部（2017年3月23日、ゲスト出演）
- BSフジLIVE プライムニュース（BSフジ、2017年3月24日、ゲスト出演）
- NHK平成29年度予算審議～参議院総務委員会～（NHK・ニコニコ生放送、2017年3月30日(NHKの放送日付上は31日未明)）
- AbemaPrime（AbemaTV、2017年7月27日、ゲスト出演）
- ジョブチューン アノ職業のヒミツぶっちゃけます!（TBSテレビ、2017年11月11日、ゲスト出演）
- ニューズ・オプエド（インターネット番組、2018年2月28日、ゲスト出演）
- 今日ドキッ!（HBCテレビ、2018年3月23日、「シリーズ憲法」VTR出演）
- イッシン山口とユッキーナの政局チャンネル（ニコニコ生放送、2018年3月26日、電話出演）
- NHK平成30年度予算審議～参議院総務委員会～（NHK・ニコニコ生放送、2018年3月29日（NHKの放送日付上は30日未明））
- そこまで言って委員会NP（読売テレビ、2018年7月1日）
- NHK平成31年度予算審議～参議院総務委員会～（NHK・ニコニコ生放送、2018年3月28日）
- グッドライフサンデー（RadiCro、2019年3月24日）
- 斉藤一美 ニュースワイドSAKIDORI!（文化放送、2020年1月23日、2021年6月4日）
- 激論!クロスファイア（BS朝日、2020年1月26日、2020年4月5日、2020年11月29日、2021年6月27日）
- 細川珠生のモーニングトーク（ラジオ日本、2020年2月15日）
- 国会解説2021（YouTube・ツイキャス、2021年3月2日、2021年10月11日）
- Choose Life Project（YouTube、2021年6月10日）
- 私の原点・視点（ラジオNIKKEI第1、2021年6月24日）
- 渡辺創事務所【WEB対談・第2シリーズ】参議院議員杉尾秀哉さんと語る（YouTube、2021年8月22日）
- 国会解説2022（YouTube・ツイキャス、2022年3月2日）

## プロデューサー担当番組
- 緊急皇室SP おめでとう紀宮さま プリンセスのご結婚 完全密着全て見せます
- 皇室スペシャル'06 紀子さまご出産と雅子さま海外静養 特別な夏・美智子さまの願い

## 主な取材
報道局社会部記者
- 日航機墜落事故
- 撚糸工連事件

報道局政経部記者
『JNNニュースの森』キャスター（第1期）
- カンボジアPKO
- 北海道南西沖地震
- 高齢者疑似体験
- ナポリサミット
- APEC首脳会議
- 阪神大震災（発生当時、発生から1か月・半年・2年8か月）
- 地下鉄サリン事件
- ペルー日本大使公邸占拠事件
- オウム事件のその後
- 第141臨時国会（開会前にキーマンにインタビュー）

JNNワシントン支局 - 『JNNニュースの森』編集長
- 米大統領選挙
- アメリカ・メリーランド州 ジェットコースター体験取材
- 米同時多発テロ事件

『JNNニュースの森』キャスター（第2期）
- 野中広務への独占インタビュー
- 辻元清美議員辞職に伴う国会レポート
- 2002 FIFAワールドカップ
- 旧首相官邸内部レポート
- 小泉純一郎総理大臣、北朝鮮再訪朝
- イラク自衛隊派遣

『イブニング・ファイブ』
- 北海道洞爺湖サミット
- 2009年始、派遣切り当事者へのインタビューと財界トップによる賀詞交換会取材

『サンデースコープ』
- 東日本大震災被災地取材

『週刊BS-TBS報道部』
- 磯子火力発電所取材
- アウン・サン・スー・チー氏、日本記者クラブでの記者会見
- 古澤巌氏インタビュー
- 奥野誠亮氏 インタビュー
- 東海村元村長インタビュー
- 社民党新党首インタビュー
- グルジア大統領インタビュー
- 名護市辺野古キャンプシュワブ前取材

## 選挙歴
| 当落 | 選挙                     | 執行日         | 年齢 | 選挙区       | 政党       | 得票数     | 得票率 | 定数 | 得票順位 /候補者数 | 政党内比例順位 /政党当選者数 |
| ---- | ------------------------ | -------------- | ---- | ------------ | ---------- | ---------- | ------ | ---- | ------------------ | ---------------------------- |
| 当   | 第24回参議院議員通常選挙 | 2016年07月10日 | 58   | 長野県選挙区 | 民進党     | 57万4052票 | 52.45% | 1    | 1/3                | /                            |
| 当   | 第26回参議院議員通常選挙 | 2022年07月10日 | 64   | 長野県選挙区 | 立憲民主党 | 43万3154票 | 44.62% | 1    | 1/6                | /                            |

## 関連人物
- 西野智彦：現在はTBSテレビ報道局長。杉尾の時事通信社の1年後輩で、TBSには杉尾と同じく中途採用扱いで入社した。ただし、杉尾は時事通信社を1年で退社したため、同社の在籍中に互いが同僚だった時期はなかった。
- 久和ひとみ：ニュースキャスター。『JNNニュースの森』で1993年4月から1996年3月までコンビを組んだ。
- 門脇利枝：TBSテレビ記者。久和の後任として、1996年4月から1997年9月までコンビを組んだ。
- 松原耕二：TBSテレビ記者。杉尾と同じくニュースキャスター経験がある。『JNNニュースの森』では1997年9月から2001年9月まで杉尾（第1期）の後任を担当。『週刊BS-TBS報道部』では特派記者として共演。現在は、その後継番組『週刊報道LIFE』のメインキャスターを担当している。
- 池田裕行：TBSテレビ記者。杉尾と同じくニュースキャスター経験がある。『JNNニュースの森』では2004年9月から2005年3月まで杉尾（第2期）の後任を担当。
- 三雲孝江：フリーアナウンサー。開票特番や特別番組などでメインキャスターとしてコンビを組むことが多かった。
- 田丸美寿々：ニュースキャスター。三雲と同じく、開票特番や報道特番でメインキャスターとしてコンビを組むことが多かった。
- 小川知子：TBSアナウンサー。『ニュースの森』で2001年10月から2004年9月までコンビを組んだ。
- 安東弘樹︰元TBSアナウンサー。1993年4月に杉尾と一緒に『ニュースの森』のキャスターとなる。スポーツコーナー担当として1996年3月まで出演。
- 三村申吾：元青森県知事で、東京大学時代の同級生。なお、三村の妻・三村三千代も東京大学の同級生[57]。
- 蓮舫、真山勇一：1990年代の夕方6時台のニュース戦争でライバル同士の間柄だった[注 3]。蓮舫、真山とも杉尾と同じく2016年の参院選で民進党から立候補し当選している。
- 牧山弘恵：元TBSディレクター、現在：立憲民主党参議院議員。TBS時代の同僚だった杉尾の選挙サポートを行っている。
- 河野義行：松本サリン事件報道被害者
- 白真勲：立憲民主党の元参議院議員。2025年3月22日に杉尾と共に立正佼成会長野教会で講演。